# Thomas Mitchell
Thomas John Mitchell (Elizabeth (New Jersey), 11 juli 1892 – Beverly Hills, 17 december 1962) was een Amerikaans acteur die voornamelijk actief was in de Amerikaanse cinema in de jaren 30 en 40 en in de tv-industrie in de jaren 50. Mitchell vervulde voornamelijk bijrollen in films zoals Gone with the Wind (1939), It's a Wonderful Life (1946) en High Noon (1952). Voor zijn filmwerk werd hij tweemaal genomineerd voor een Academy Award, waarvan een werd verzilverd; voor zijn rollen in televisie is hij drie keer in aanmerking gekomen voor een Emmy Award, waarvan hij er een in de wacht mocht slepen.

## Carrière
Mitchell volgde na zijn middelbareschooldiploma zijn familie in haar voettreden door voor de krant te werken. In de jaren 10 was hij voor het eerst werkzaam als acteur en niet veel later volgde zijn debuut op Broadway in New York. Bovendien schreef hij zelf theaterstukken, waarvan sommigen werden verfilmd. Hoewel hij in 1923 al een bijrol speelde in een stomme film, kwam zijn filmdoorbraak pas meer dan een decennium later. Hij boekte succes als slechterik in Frank Capra's Lost Horizon (1937): na deze rol werd hij een veelgevraagde acteur in bijrollen in Hollywood. Voor zijn rol in The Hurricane (1937) werd hij genomineerd voor een Academy Award voor Beste Mannelijke Bijrol; het beeldje ging naar Joseph Schildkraut.
Hoewel hij waarschijnlijk het best wordt herinnerd als Vivien Leighs liefhebbende vader in Gone with the Wind (1939), won hij zijn enige Oscar voor zijn rol als dronkenlap in Stagecoach (1939). In de jaren 50 maakte hij een succesvolle overgang naar televisie, en in de jaren 60 vereeuwigde hij de rol van Columbo waarmee Peter Falk later bekend zou worden. In 1952 won hij een Emmy Award en een jaar later een Tony Award voor een rol in musical Hazel Flagg. Hij was de eerste acteur die zowel een Oscar, Emmy als Tony in ontvangst mocht nemen. Bovendien heeft hij een ster op de Hollywood Walk of Fame.
Mitchell trouwde tweemaal en overleed op 70-jarige leeftijd aan kanker.

## Filmografie
| - Six Cylinder Love (1923) - Craig's Wife (1936) - Adventure in Manhattan (1936) - Theodora Goes Wild (1936) - Man of the People (1937) - When You're in Love (1937) - Lost Horizon (1937) - I Promise to Pay (1937) - Make Way for Tomorrow (1937) - The Hurricane (1937) - Love, Honor and Behave (1938) - Trade Winds (1938) - Stagecoach (1939) - Only Angels Have Wings (1939) - Mr. Smith Goes to Washington (1939) - Gone with the Wind (1939) - The Hunchback of Notre Dame (1939) - Swiss Family Robinson (1940) - Three Cheers for the Irish (1940) - Our Town (1940) - Angels Over Broadway (1940) - The Long Voyage Home (1940) - Flight from Destiny (1941) - Out of the Fog (1941) - The Devil and Daniel Webster (1941) - Joan of Paris (1942) - Song of the Islands (1942) - Moontide (1942) - This Above All (1942) - Tales of Manhattan (1942) - The Black Swan (1942) | - Immortal Sergeant (1943) - The Outlaw (1943) - Bataan (1943) - Flesh and Fantasy (1943) - The Fighting Sullivans (1944) - Buffalo Bill (1944) - Wilson (1944) - Casanova Brown (1944) - Dark Waters (1944) - The Keys of the Kingdom (1944) - Captain Eddie (1945) - Within These Walls (1945) - Adventure (1945) - Three Wise Fools (1946) - The Dark Mirror (1946) - It's a Wonderful Life (1946) - High Barbaree (1947) - The Romance of Rosy Ridge (1947) - Silver River (1948) - Alias Nick Beal (1949) - The Big Wheel (1949) - Journey Into Light (1951) - High Noon (1952) - Secret of the Incas (1954) - Destry (1954) - While the City Sleeps (1956) - Handle with Care (1958) - Too Young to Love (1960) - By Love Possessed (1961) - Pocketful of Miracles (1961) |

- Biblioteca Nacional de España: XX1060725
- Bibliothèque nationale de France: cb139708165 (data)
- Catàleg d'autoritats de noms i títols de Catalunya: 981058510987906706
- Gemeinsame Normdatei: 13210184X
- International Standard Name Identifier: 0000 0001 2139 676X
- Library of Congress Control Number: n85151821
- Nationale Bibliotheek van Tsjechië: xx0050264
- Nationale Bibliotheek van Israël: 987007429808405171
- Nationale Bibliotheek van Polen: a0000002263868
- Istituto Centrale per il Catalogo Unico: RAVV089061
- SNAC: w6k36p31
- Système universitaire de documentation: 113958811
- Virtual International Authority File: 74044754
- WorldCat: E39PBJgX8JjkCB39bycP7xYQMP